# Amintore
Amintore (in greco antico Ἀμύντωρ) è un personaggio della mitologia greca, citato nel Libro IX dell'Iliade.

## Mitologia
Re di Eleone, in Beozia, costrinse in esilio il figlio Fenice, accusandolo di volergli sottrarre l'amante. Fenice si rifugiò presso Peleo, che gli affidò il regno della Dolopia.
Amintore fu poi ucciso da Eracle a cui aveva rifiutato il passaggio sopra i propri territori.